# バット・フォー・ラッシーズ
バット・フォー・ラッシーズ（Bat For Lashes、一部ではバット・フォー・ラッシェズ）ことナターシャ・カーン（Natasha Khan、1979年10月25日 - ）はブライトン出身のイギリス人である。

## 来歴

### 幼少期
スカッシュのコーチであるパキスタン人の父を持つ。叔父はプロスカッシュ選手である。
幼少期よりピアノに没頭し、日々ピアノと向き合うようになる。学校では人種差別に遭い、登校拒否となる。その時に家でたくさんの音楽を聴いたと言う、彼女は「母が、私が学校へ行くように駅まで送ってくれたが、こっそり帰って一日中ニルヴァーナを聞いた」という。ブライトン大学に入学し、音楽の学位を取得し、視覚的な美術の勉強に耽った。
大学卒業後、彼女はサウンドインスタレーションで、アニメーションとパフォーマンスを中心に動作マルチメディアを制作。その後、彼女は保育園の先生として働いたという。

### Fur And Gold
2006年デビューシングル「ザ・ウィザード（The Wizard）」をリリース。6月に1stアルバム「ファー・アンド・ゴールド」（Fur And Gold）をリリース。
このアルバムは2007年のマーキュリー賞にノミネートされるもクラクソンズに敗れる。この時期のツアーでレディオヘッドのツアーでオープニングアクトを務める。

### Two Suns
2009年4月2ndアルバム「トゥー・サンズ（Two Suns）」をリリース。レコーディングはブルックリンで行われ、イェーセイヤー(yeasayer)がベースプログラミングを担当した。
ライブメンバーも一新され、元アッシュのシャーロット・ハザレイ、ニュー・ヤング・ポニー・クラブのドラマーサラ・ジョーンズ、マルチ奏者のベン・クリストファーズを招いた。
2010年3月コールドプレイと共に南米ツアーを回る。

### The Haunted Man
2012年10月3rdアルバム「The Haunted Man」をリリース。シングル曲LauraのビデオがYoutubeのイノベーション・オブ・ザ・イヤーにノミネートされた。今回もライブのバンドメンバーをほぼ入れ替えた。UKチャート初登場6位を記録した。
2014年にはブラーのデーモン・アルバーンのソロ・アルバムへの参加。またベックとのコラボ曲も発表した。

## 評価
さまざまなアーティストからの評価は高く、賞賛している。
M.I.A.やトム・ヨーク、リンゴ・スターもお気に入りだそうだ。ビョークもナターシャのライブに訪れている。

## ディスコグラフィ

### アルバム
- 2006年 ファー・アンド・ゴールド(UKチャート48位)
- 2009年 トゥー・サンズ (UKチャート5位)
- 2012年 The Haunted Man (UKチャート6位)(ビルボード64位)

### シングル
-Fur And Gold-
- 2006年「Trophy」
- 2006年「The Wizard」
- 2007年「Precilla」
- 2007年「What's A Girl To Do?」

-Two Suns-
- 2009年「Daniel」(UKチャート36位)
- 2009年「Pearl's Dream」
- 2009年「Sleep Alone」